# Пуєшть (комуна, Бузеу)
Пуєшть, Пуєшті (рум. Puiești) — комуна у повіті Бузеу в Румунії. До складу комуни входять такі села (дані про населення за 2002 рік):
- Дескелешть (986 осіб)
- Лунка (108 осіб)
- Мекріна (503 особи)
- Ніколешть (906 осіб)
- Плопі (78 осіб)
- Пуєштій-де-Жос (1504 особи) — адміністративний центр комуни
- Пуєштій-де-Сус (486 осіб)

Комуна розташована на відстані 138 км на північний схід від Бухареста, 41 км на північний схід від Бузеу, 63 км на захід від Галаца, 128 км на схід від Брашова.

## Населення
За даними перепису населення 2002 року у комуні проживала 4571 особа.
Національний склад населення комуни:
| Національність | Кількість осіб | Відсоток |
| -------------- | -------------- | -------- |
| румуни         | 4451           | 97,4%    |
| цигани         | 120            | 2,6%     |

Рідною мовою назвали:
| Мова      | Кількість осіб | Відсоток |
| --------- | -------------- | -------- |
| румунська | 4467           | 97,7%    |
| циганська | 104            | 2,3%     |

Склад населення комуни за віросповіданням:
| Релігія        | Кількість осіб | Відсоток |
| -------------- | -------------- | -------- |
| православні    | 4514           | 98,8%    |
| адвентисти     | 51             | 1,1%     |
| греко-католики | 4              | 0,1%     |
| римо-католики  | 2              | < 0,1%   |

## Зовнішні посилання
- Дані про комуну Пуєшть на сайті Ghidul Primăriilor